# Región de Laponia (Suecia)
La región de Laponia es una gran zona de vida salvaje montañosa en la provincia de Laponia en Suecia septentrional, más precisamente en los municipios de Gällivare, Arjeplog y Jokkmokk. Fue elegido lugar Patrimonio de la Humanidad por la Unesco en 1996.
La superficie total es de alrededor de 9400 km², haciendo de ella la zona natural del mundo más grande intocada que es cultivada por los nativos, en este caso son los pueblos sami ganaderos de reno. Siendo tan grande, la geografía de la zona varía grandemente. Cada reserva natural y parque nacional tiene sus rasgos distintivos.
El 95% de la región está protegido como parque nacional o reserva natural, ya que comprende los parques nacionales de Muddus, Sarek, Padjelanta y Stora Sjöfallet y las reservas naturales de Sjaunja y Stubba. El 5% restante está en las regiones de Sulitelma, Tjuoltadalen y Rapadalen.  El pueblo de Porjus es un puerto natural de la región lapona y ha abierto recientemente un centro de información.
La montaña más alta en la región es Sarektjåkkå, con 2089 metros.